# Legrand
Legrand (Euronext LR) és un grup industrial francès establert històricament a Llemotges a Llemosí i un dels líders mundials en productes i sistemes per a instal·lacions elèctriques i xarxes d'informació.
Legrand ha continuat creixent gràcies a més de 140 adquisicions dirigides a tot el món per convertir-se en líder mundial en equips elèctrics, amb més de 215.000 referències de productes, ubicacions a 90 països i vendes a 180 països el 2017 als cinc continents. El 2011, Legrand era el número 1 mundial de connectors i commutadors amb el 20% del mercat mundial i el número 1 mundial en gestió de cables (el 15% del mercat mundial) i va generar el 76% de les seves vendes a l'estranger (el 35% als països emergents).